# Дон (река, впадает в Онтарио)
Дон — река в южной части провинции Онтарио, Канада. Впадает в озеро Онтарио в районе Торонтской гавани. Устье реки изначально располагалось к востоку от муниципалитета Йорк, который со временем стал городом Торонто, Онтарио.
Дон образуется слиянием двух рек, Восточной и Западной Ветвей, которые встречаются примерно в 7 км к северу от озера Онтарио. Высота устья — 75 м над уровнем моря.

## История
Люди впервые появились в районе реки около 10500 лет до н. э., скорее всего, как кочевые охотники. Хотя в долине самой реки обнаружено мало археологических свидетельств, находки в районе от Великих озёр до реки Св. Лаврентия показали, что постоянные поселения начали возникать около 4000 г. до н. э.
Неясно, как именно река называлась на языке местных аборигенов. В 1788 году Александр Эйткин, английский геодезист, который работал в южной части провинции Онтарио, обозначил реку Дон термином Ne cheng qua kekonk. Элизабет Симкоу, жена лейтенант-губернатора Джон Грейвс Симкоу, упомянула в своем дневнике иное название — Wonscotanach. Эта фраза на языке оджибве означает «река, стекающая с сожжённых земель», что может относиться к предшествовавшим лесным пожарам на тополиных равнинах на севере. Название Дон дал лейтенант-губернатор Симкоу, поскольку река напоминала ему о реке Дон в Йоркшире, Англия.